# Elsa Ramírez Leyva
Elsa Margarita Ramírez Leyva (Guadalajara, Jalisco, 15 de junio de 1949) es bibliotecóloga, profesora e investigadora mexicana. Ha sido ganadora de premios internacionales como el de la Feria Internacional del Libro de Guadalajara, así como expresidenta de El Colegio Nacional de Bibliotecarios.

## Biografía
Fue Licenciada (1977) y maestra (2000) en Bibliotecología por la Universidad Nacional Autónoma de México (UNAM), realizó el doctorado en Ciencias de la Información en la Universidad Complutense de Madrid (2003).

### Ámbito profesional
Ramírez Leyva es investigadora del Instituto de Investigaciones Bibliotecológicas y de la Información de la Universidad Nacional Autónoma de México,“Se ha desempeñado como directora de la Biblioteca y de la Hemeroteca de la Unión de Universidades de América Latina (1974-1978); encargada de asesorías del Departamento de Planeación de la Dirección General de Bibliotecas, UNAM (1978-1981); secretaria académica (1985-1993) y directora (1993-2001) del Centro Universitario de Investigaciones Bibliotecológicas (CUIB) de la UNAM”, actualmente Instituto de Investigaciones Bibliotecológicas y de la Información. Es directora general de Bibliotecas de la UNAM.

## Distinciones
- 2008, Premio Sor Juana Inés de la Cruz, UNAM.[4]

- 2014, Premio Homenaje al bibliotecario por la Feria Internacional del Libro de Guadalajara[5]

- 2019, reconocimiento de socia honoraria por el Colegio Nacional de Bibliotecarios, en el marco de su Séptimo Congreso Nacional[6]

## Publicaciones

### Libros
- 2015, Tendencias de la lectura en la universidad.UNAM. 280 p.
- 2014, Trataditos sobre el mundo de los libros y la lectura.UNAM. 382 p.

### Artículos
- 2017, La formación de lectores para el uso ético de la información. Información, cultura y sociedad, (36), 111-122 p.
- 2016, De la promoción de la lectura por placer a la formación integral de lectores. Investigación Bibliotecológica: Archivonomía, Bibliotecología e Información, volumen 30, 95-120 p
- 2012, Incorporation of Digital Culture in the UNAM High School Students' Reading Practices. Investigación bibliotecológica, 26(56), 43-69.